# Ugriumowo (przystanek kolejowy)
Ugriumowo (ros. Угрюмово) – przystanek kolejowy w miejscowości Ugriumowo, w rejonie iznoskim, w obwodzie kałuskim, w Rosji. Położony jest na linii Wiaźma – Kaługa.

## Historia
Stacja kolejowa powstała w czasach carskich na linii kolei riażsko-wiaziemskiej pomiędzy stacjami Iznoski i Tiomkino. Po II wojnie światowej przebudowana do mijanki, po upadku Związku Sowieckiego do przystanku.